# François Mallier du Houssay
François Mallier du Houssay (né à Paris vers 1603 et mort à Paris le 21 septembre 1681) est un ecclésiastique qui fut évêque de Troyes de 1641 à 1678.

## Biographie
François  Mallier est issu d'une famille originaire d'Orléans connue depuis le début du XVe siècle. Il est le fils de Claude (I) Mallier, seigneur du Houssay, intendant des finances et de Marie Mélissant. Il est le frère cadet de Claude Mallier du Houssay et l'oncle de Marc Mallier du Houssay.
François Mallier comme cadet est destiné à l'Église. Il fait ses études à l'université de Paris en philosophie et théologie et il est reçu docteur en droit canon. Chanoine de Chartres, il est pourvu en commende de l'abbaye Saint-Pierre de Melun et il est déjà ordonné prêtre quand il est désigné comme coadjuteur de l'évêque de Troyes René de Breslay le 7 avril 1636. Il est nommé le même jour évêque titulaire d'Augustopolis-en-Phrygie et consacré comme tel en juillet suivant par l'archevêque de Sens. Il succède à l'évêché de Troyes en 1641. Il assiste à  l'Assemblée du clergé de 1645 à Paris et le 26 avril 1649 il consacre son frère ainé devenu veuf et entré en religion qui s'était fait nommé évêque de Tarbes.